# La Raiosa
La Raiosa és un barri de la ciutat de València, situat al sud, al districte de Jesús. Forma un triangle irregular entre els barris de Patraix, Arrancapins, la Creu Coberta i Safranar. Limita al nord amb l'avinguda de César Giorgeta, a l'oest amb les línies de tren, recorre el carrer del Pianista Iturbi i el carrer de Veneçuela al sud, i les avingudes de Jesús i de Gaspar Aguilar a l'oest. La seua població el 2009 era de 16.067 habitants.
Entre els serveis que disposa el barri hi ha la clínica de la Virgen del Consuelo, el mercat de Jesús a la plaça homònima i la seu de la Prefectura Provincial de Trànsit.

## Transport
El barri se situa al fons del carrer més llarg de la ciutat, el de Sant Vicent Màrtir, que comunica amb el centre. També voreja la ronda de trànsits, que el connecta amb la resta de la ciutat.
Les línies 9, 10, 20, 27, 89, 90, i els nitbús N6 i N10 de l'EMT de València serveixen el barri. A més a més, té dues estació de metro a l'extrem occidental del barri, l'estació de Jesús i l'estació de Patraix.